# Tareck El Aissami
Tareck Zaidan El Aissami Maddah (n. 12 noiembrie 1974, El Vigía⁠(d), Mérida, Venezuela) este un politician venezuelan de origine arabă, care a fost vicepreședintele Venezuelei între anii 2017-2018.
El Aissami s-a născut în 1974 în regiunea Mérida din cadrul Venezuelei. Mama sa era de origine arabă, iar tatăl său era un druz originar din Siria, care a activat în Partidul Baas. Studiind dreptul și criminologia Universitatea din Anzi, acesta a devenit simpatizant al lui Hugo Chávez și s-a înscris în partidul lui, ocupând funcții din ce în ce mai importante.
Considerat unul dintre cei mai puternici oameni din timpul președinței lui Chávez și a succesorului său, Nicolás Maduro, el Aissami a îndeplinit mai multe funcții cheie în statul venezuelan, cum ar fi ministru de interne și al justiției în anii 2008-2012, vice-președinte al Venezuelei între anii 2017-2018 și ministru al industriei și producției naționale, în perioada 2018-2021. În aprilie 2020, a devenit ministrul petrolului, funcție din care și-a dat demisia pe 20 martie 2023, în urma unui scandal de corupție. La 9 aprilie 2024, a fost arestat și reținut de parchetul venezuelean pentru corupție.
În 2019, Serviciul de Imigrare al SUA, l-a pus pe lista celor mai căutați, acuzându-l că face parte dintr-o rețea de trafic de droguri, alături de alți lideri militari și politici din cadrul Partidului Socialist Unit din Venezuela. A fost acuzat, de asemenea, că ar avea legături cu gruparea libaneză Hezbollah.

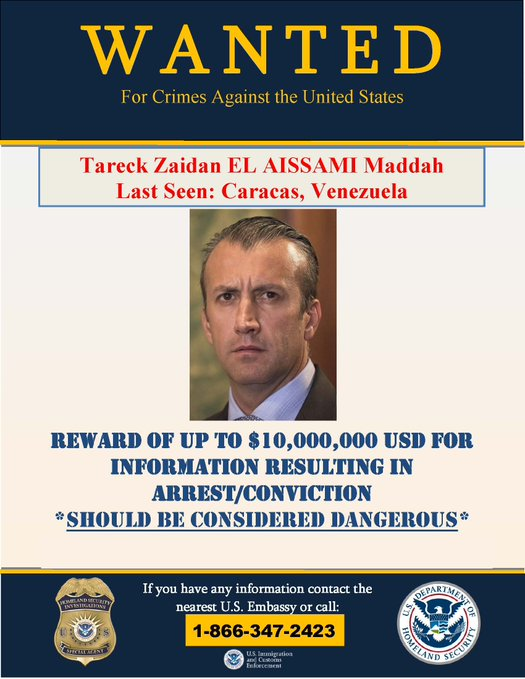
Afiș în care ICE anunță că oferă o recompensă de 10 milioane de dolari pentru informați ce pot duce la arestarea lui El Aissami